# Richard Trenton Chase
Richard Trenton Chase (Sacramento, 23 maggio 1950 – Vacaville, 26 dicembre 1980) è stato un assassino seriale statunitense.
Soprannominato Il vampiro di Sacramento, è stato ritenuto colpevole di sei omicidi commessi tra il dicembre 1977 e il gennaio 1978, con metodi che includevano vampirismo e squartamento: a causa del modus operandi adottato, viene spesso identificato come il prototipo di assassino seriale disorganizzato.

## Biografia

### La malattia
Originario di una famiglia violenta (i genitori erano convinti che la disciplina si potesse insegnare solo con la violenza), sin dall'infanzia Chase iniziò a soffrire di alcuni sintomi identificati come triade di MacDonald (enuresi, piromania e zoosadismo, quest'ultimo sotto forma di uccisione e tortura di gatti). In età adolescenziale iniziò a soffrire di una forma di impotenza (ritenuta da alcuni psicologi che lo visitarono come il focolaio di una malattia mentale) e ad abusare di droghe e medicinali. In seguito a ciò Chase iniziò a manifestare gravi disturbi paranoidi che furono diagnosticati come una forma di schizofrenia dopo che fu ricoverato all'ospedale in preda a delle allucinazioni (dichiarò ai medici che qualcuno gli aveva rubato l'arteria polmonare, che le sue ossa stavano uscendo dal corpo e che lo stomaco si stava sciogliendo).
Ormai sprofondato in uno stato ipocondriaco e convinto di essere stato avvelenato dai genitori, Chase si trasferì in un nuovo appartamento e iniziò ad effettuare pratiche di vampirismo su conigli, squartandoli e bevendone il sangue per salvare il proprio cuore che si stava rimpicciolendo. Ricoverato per una seconda volta in seguito ad una grave intossicazione del sangue (si era iniettato nelle vene del sangue contaminato da acido), gli fu diagnosticata una schizofrenia dovuta all'abuso di farmaci curabile con un farmaco sperimentale. In seguito agli scarsi risultati della terapia, Chase tentò di fuggire dall'ospedale, ma fu trasferito in un'altra clinica dove gli fu diagnosticata la sindrome di Renfield per poi essere rilasciato perché non ritenuto pericoloso.

### Gli omicidi
Stabilitosi in altro appartamento e senza più l'aiuto dei genitori (che smisero di passargli i medicinali), Chase ricominciò a torturare animali. Di lì a poco Chase decise di passare agli omicidi: la prima vittima fu Ambrose Griffin, un ingegnere di 51 anni ucciso il 27 dicembre 1977 con un colpo di fucile calibro 22 sparato da lunga distanza. Nei giorni successivi Chase iniziò a vagabondare per le case del vicinato alla ricerca di nuove vittime: pur essendo talvolta individuato, riuscì a fuggire non prima di aver messo a soqquadro le abitazioni e sfregiato i mobili urinando o defecando nei cassetti.
Il 23 gennaio 1978 Chase si introdusse nella casa di Theresa Wallin, ventiduenne incinta di tre mesi: dopo averla uccisa con 3 colpi di fucile calibro 22, la trascinò sul letto iniziando a compiere atti di squartamento, vampirismo e necrofilia. Quattro giorni dopo, Chase uccise quattro persone (tra cui un neonato, il cui corpo sarà ritrovato solo il 24 marzo nei pressi di una chiesa) con lo stesso metodo adottato per la vittima precedente.

### L'arresto e la condanna a morte
Immediatamente identificato grazie alle dichiarazioni di una sua ex compagna di classe incontrata il giorno del primo omicidio e al recupero della cartella clinica, Chase fu arrestato il giorno successivo al triplice omicidio. Dopo alcuni mesi di dibattito sulla sua sanità mentale, il 2 gennaio 1979 si aprì il processo a Chase che si concluse con una condanna a morte (emessa l'otto maggio) per l'omicidio di sei persone. Il 26 dicembre 1980, dopo più di un anno dalla condanna (in cui fu ripetutamente interrogato da psichiatri dell'FBI nel tentativo di tracciarne un preciso profilo psicologico), Chase si suicidò assumendo una grande quantità di farmaci antidepressivi.

## Vittime
| Nome            | Età | Data di morte    |
| --------------- | --- | ---------------- |
| Ambrose Griffin | 51  | 27 dicembre 1977 |
| Theresa Wallin  | 22  | 23 gennaio 1978  |
| Evelyn Miroth   | 38  | 27 gennaio 1978  |
| Jason Miroth    | 6   | 27 gennaio 1978  |
| Dan Meredith    | 51  | 27 gennaio 1978  |
| David Ferreira  | 1   | 27 gennaio 1978  |